# جوان مايكل فلايشمان
جوان مايكل فلايشمان هو نحات هولندي، ولد في 1707 في نورنبرغ في ألمانيا، وتوفي في 17 مايو 1768 في أمستردام في هولندا.

## معرض صور

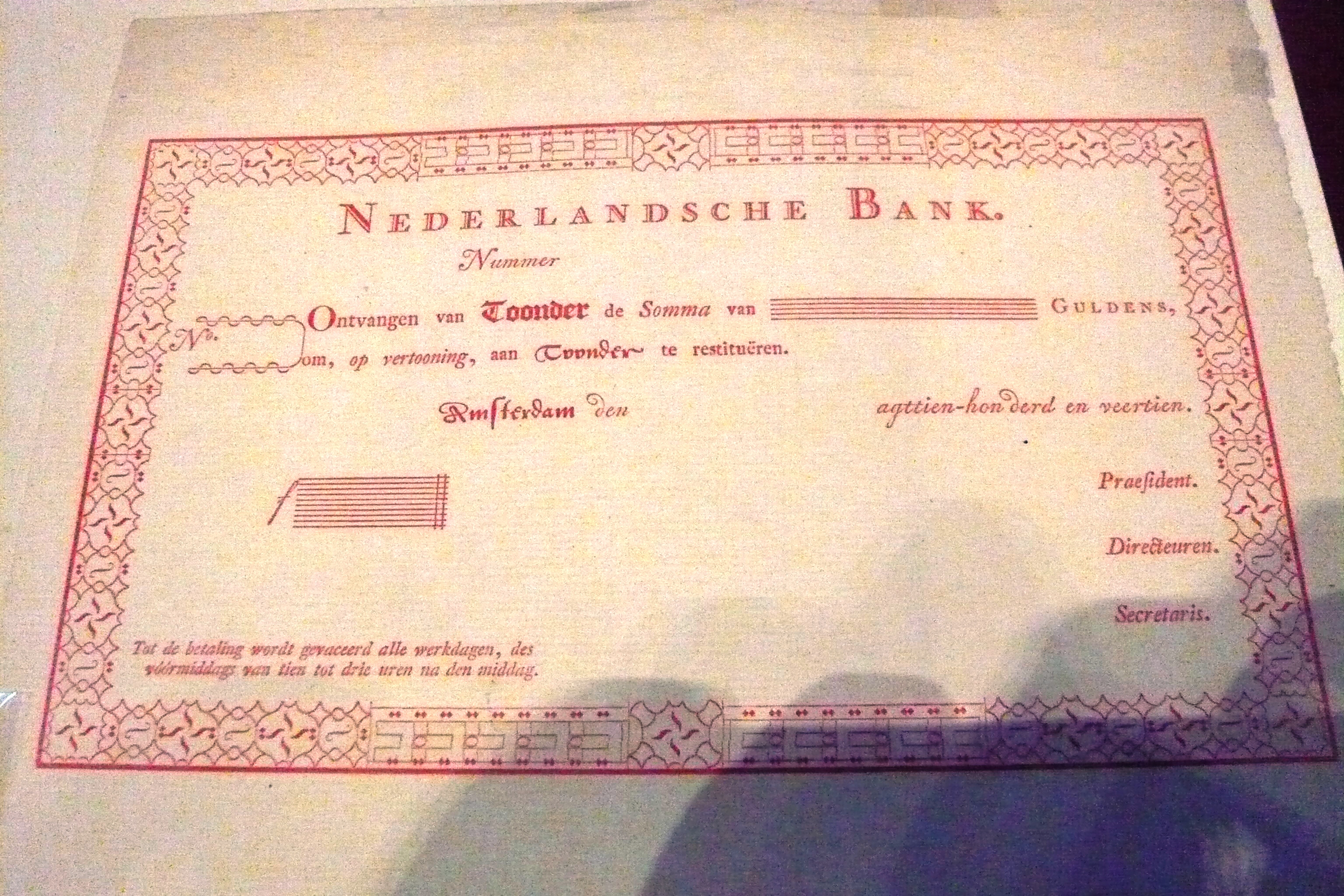
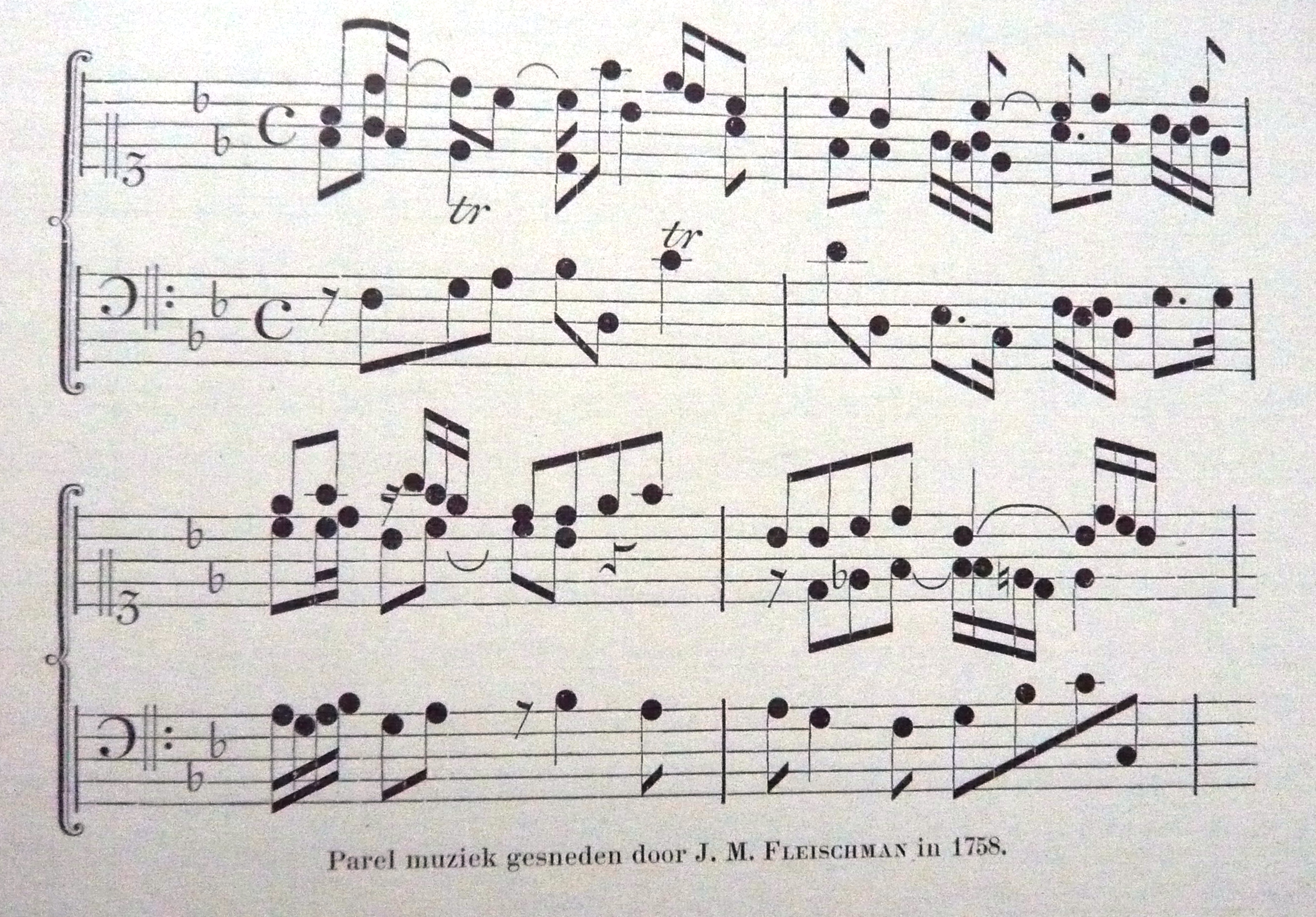
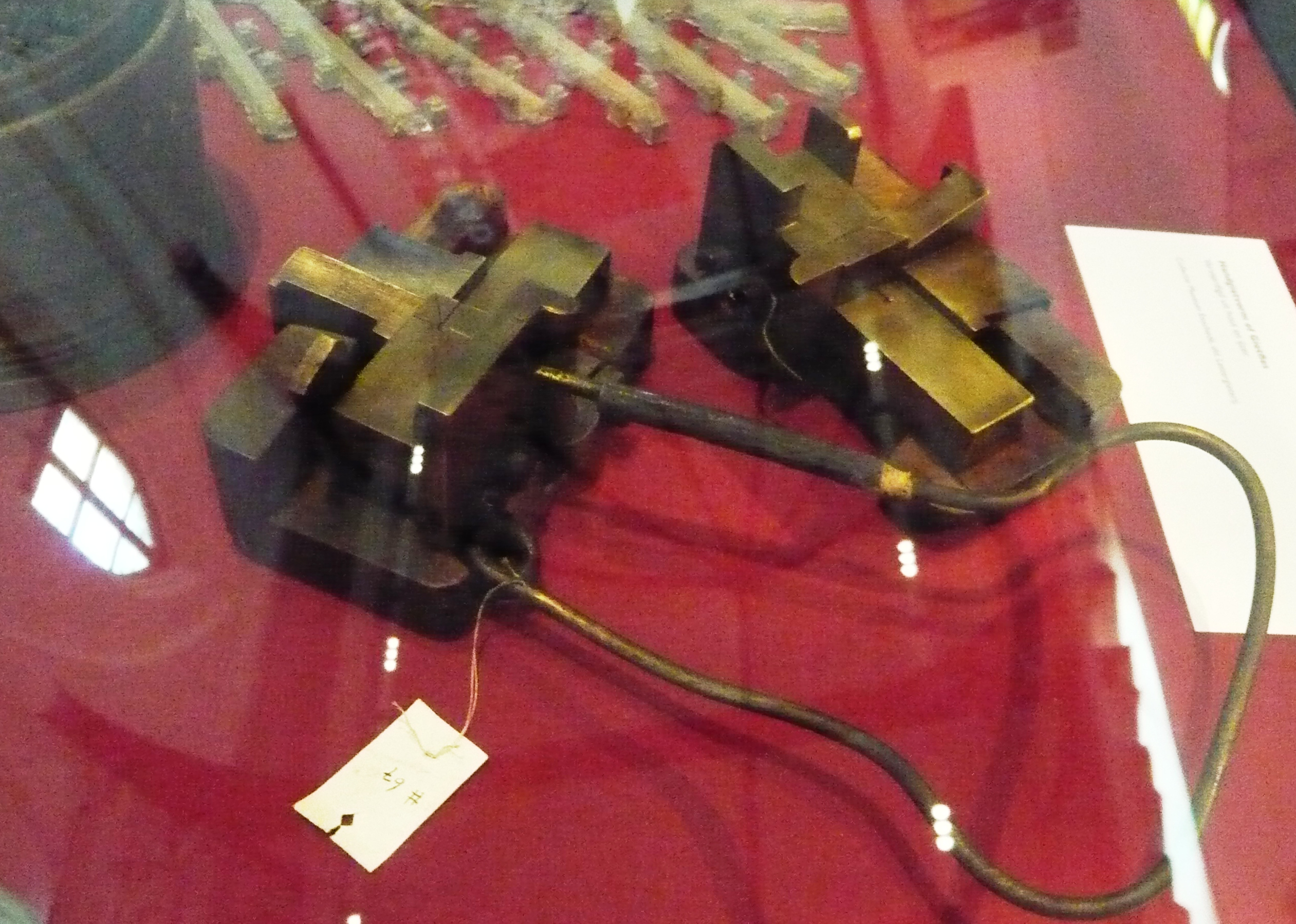